# الثورة الألبانية (1911)
كانت الثورة الألبانية عام  1911 أو انتفاضة ماليسوري عام  1911 واحدة من بين الثورات الألبانية التي حدثت في عهد الإمبراطورية العثمانية، استمرت من 24 مارس 1911 حتى 4 أغسطس 1911 في منطقة ماليسيا.

## خلفية
كان المقر الرئيسي للثوار في بودغوريتسا، وقدم الملك نيكولاس أسلحة لهم. كان الملك قد وعد بدعمهم بالأسلحة وتوفير المأوى لأسرهم قبل بدء الثورة.
على الرغم من تأكيد الملك نيكولاس والأمير دانيلو للسفير العثماني أنهما «ملتزمان بالحياد»، إلا أنه كان من الواضح ضلوع مملكة الجبل الأسود في هذه الثورة. نظم الجنرال فوكوتيتش عملية نقل السلاح إلى المتمردين، كما أشرف على قتال قبائل ماليسوري.
تمثلت إستراتيجية الملك نيكولاس في تعزيز الاضطرابات في شمال ألبانيا وشمال غرب كوسوفو إلى الحد الذي يمكنه من التدخل لضم المزيد من الأراضي للجبل الأسود. تؤكد معظم الدراسات المعاصرة أن هذه الانتفاضة حظيت بالفعل بدعم من المملكة.
خلال الثورة الألبانية عام 1910، وجد العديد من اللاجئين الألبان مآوٍ لهم في مملكة الجبل الأسود، شكل ذلك عبئًا ثقيلًا على المملكة، إذ ذكر ملكها أنها أنفقت أكثر من ميزانيتها السنوية لدعم اللاجئين الألبان.
في نهاية مارس 1911 أجبرتهم مملكة الجبل الأسود على العودة إلى ولاية كوسوفو. نظم آلاف اللاجئين مع القبائل الكاثوليكية الألبانية الثورة الألبانية عام 1911.
أُنشئت اللجنة الوطنية الألبانية في بودغوريتسا في فبراير 1911. في اجتماع اللجنة الذي عقد في نفس المدينة في الفترة من 2 إلى 4 فبراير 1911 بقيادة نيكولاي إيفانج، وسوكول باكي إيفيزاي، قرروا تنظيم ثورة ألبانية.

## الثورة في ماليسيا

### الثورة
دعمت قوات الجبل الأسود الثورة وأسرت 12 جنديا عثمانيًا، وسجنتهم في بودغوريتسا.
أسفرت أول محاولة جادة من جانب الحكومة العثمانية لقمع الثورة عن حدوث معركة ديتشيك. جمع تيرينزيو توتشي زعماء ميرديتا في 26 أبريل 1911 في أوروش، وأعلنوا استقلال ألبانيا، ورفعوا علمها (وفقًا لروبرت إليزه، رفع العلم لأول مرة بعد وفاة إسكندر بك) وأقاموا الحكومة المؤقتة. أراد شفيق تورغوت باشا مواجهة هذا التهديد، وعاد إلى المنطقة مع 8.000 جنديًا. بمجرد وصوله إلى شكودر في 11 مايو، أصدر بيانًا عامًا أعلن فيه الأحكام العسكرية، وعرض العفو عن جميع المتمردين (باستثناء زعماء ماليسوري) إذا عادوا فورًا إلى ديارهم. بعد دخول القوات العثمانية المنطقة، فر توتشي من الإمبراطورية وتخلى عن أنشطته.
في 14 مايو، أي بعد ثلاثة أيام من البيان، أمر شفيق تورغوت باشا قواته بالاستيلاء على ديتش، وهي تلة تطل على توزي. رفض ستون من المسؤولين الألبان الانصياع لبيان تورغوت باشا في اجتماعهم في بودغوريتسا في 18 مايو. بعد حوالي شهر من الاقتتال، حوصر المتمردون وكانت خياراتهم الوحيدة إما الموت في القتال، أو الاستسلام، أو الفرار إلى مملكة الجبل الأسود، واختار معظمهم الفرار إلى المملكة التي أصبحت قاعدة لعدد كبير من المتمردين الذين صمموا على مهاجمة الامبراطورية العثمانية. سافر إسماعيل كمال بك، وتيرانلي جمال بك من إيطاليا إلى الجبل الأسود في نهاية مايو، والتقيا بالمتمردين لإقناعهم بتبني الأجندة القومية. في 12 يونيو، أعلن مقر الباب العالي في وقت سابق لأوانه أن الثورة قد انتهت.

### مذكرة غيرتشي
بمبادرة من إسماعيل كيمالي، عُقِد اجتماع لزعماء القبائل المشاركين في الثورة في إحدى قرى الجبل الأسود (غيرتشي) في 23 يونيو 1911 لاعتماد «مذكرة غيرتشي» (يشار إليها أحيانًا باسم «الكتاب الأحمر» بسبب لون الغلاف) مع طلباتهم إلى كل من الإمبراطورية العثمانية وأوروبا (ولا سيما بريطانيا العظمى). وقع على هذه المذكرة 22 زعيم قبائل ألباني.